# کالین
کالین (به فرانسوی: Lanne) یک کمون در فرانسه است که در ناحیه اوکسیتانی واقع شده‌است.

## خصوصیات
کالین ۵٫۷۵ کیلومترمربع مساحت و ۵۰۷ نفر جمعیت دارد و ۳۶۵ متر بالاتر از سطح دریا واقع شده‌است.